# Nick Fry
Nick Fry (* 29. června 1956 v Epsom, Anglie) je britský funkcionář v motorsportu a do konce roku 2008 byl generálním ředitelem závodního týmu Hondy ve formuli 1, který se z důvodů vysokých nákladů z formule 1 stáhl.

## Kariéra
Po svém studiu na University of Wales šel Fry v roce 1977 k Fordu, kde byl v různých pozicích činný až do roku 2000. V roce 2001 přešel jako obchodní ředitel k Prodrive, firmě zabývající se stavbou aut pro motorsport, která se zúčastňovala Rallye ve spolupráci se Subaru.
V roce 2002 dostal Fry dodatečnou zodpovědnost v týmu formule 1 B.A.R., který byl řízen majitelem Prodrivu Davidem Richardsem. V roce 2005, po odchodu Richardse, se stal generálním ředitelem a šéfem stáje. Tuto pozici si podržel i po převzetí týmu Hondou. Před sezónou 2008 se začal dělit o zodpovědnost s Rossem Brawnem, který převzal funkci šéfa týmu. Od roku 2009 je obchodním ředitelem a spolumajitelem nového týmu formule 1 Brawn GP(dnes Mercedesu GP).
V červenci 2009 si vzal svou přítelkyni Kate.